# 音楽配信
音楽配信（おんがくはいしん、英語: Electronic music distribution (EMD)）は、インターネットを通じて楽曲を配信することである。「デジタル音楽販売」「オンライン（音楽）配信」なども同じ意味に使われる。一曲・アルバムごとにダウンロードする形式や、定額制のストリーミングによる聴き放題の形式がある。

## 歴史

### 黎明期
パーソナルコンピュータのPCオーディオの分野では1990年代後半までに圧縮音源のMP3フォーマットが定着。MP3の再生ソフトやCDに記録したMP3を聴くことのできるポータブルプレーヤーが発売されるようになった。当時はインターネットもブロードバンドの普及前でデータ量の軽い音楽ファイルが好まれ、無料のエンコードソフトも豊富だったことから一気に普及した。PCオーディオの音源ファイルの入手方法には音楽CDからのリッピングと楽曲配信サービスからのダウンロードの2つの形態の流れがある。

### 北米市場での普及
2000年代以降、Napsterなどのファイル共有ソフトやブロードバンドの普及で世界規模で海賊版問題が急速に拡大した。米国で海賊版全盛の状況に歯止めをかけるのは、全米レコード協会によるP2Pソフトウェアメーカー及び利用者への訴訟攻勢や、2003年に登場したApple Computerが米国で開始したiTunes Music Store（現iTunes Store）であった。
2000年代初頭に発売されたAppleのiPodは使いやすいインターフェイスによって人気を得ていた。iTunes StoreはiPodの管理ソフトのiTunesに楽曲の購入とダウンロードの機能を付加したものである。2005年上半期には、世界のレコード業界全体の売り上げのうち6%をデジタル販売が占め、前年の3倍超に急増した。
2007年2月、Appleのスティーブ・ジョブズCEO(当時)がレコード会社に対してデジタル著作権管理（DRM）を撤廃するよう呼びかけた。その背景にはコピーコントロールCDを含む音楽複製防止に消費者の嫌悪が広がったこと、Appleが採用するFairPlayが他社の機器・ソフトで利用できず消費者を囲い込んでいることへの批判がある。これを受けてEMIはiTunes Store上でDRMなしの楽曲を配信することを決定し、2007年5月30日よりDRMフリーの楽曲を販売を開始した。

### 日本市場での動向
1999年、日本における最初のデジタル著作権管理（DRM）付き音楽配信はノエルが運営する「indiesmusic.com」にて実現された。同年、大手レコード会社のソニー・ミュージックエンタテインメントが有料音楽配信を開始。同年、ブイシンクが店頭設置型の音楽ダウンロード販売用端末「ミュージックポッド」(MUSIC POD) の実験を行い、翌2000年から正式にサービス開始。2000年は日本において、インターネットによる音楽配信の「元年」といわれたが、同年中には普及に至らなかった。当時はインフラ問題の改善（ダウンロード時間の短縮など）が課題と言われていた。
2000年代、日本では直営配信サイト「bitmusic」などパソコンやデジタルオーディオプレーヤーで聞く音楽配信とは別に携帯電話を使った音楽配信が活況を呈するようになった。2002年、携帯電話の「着うた」が展開されると、コンテンツプロバイダが権利者から借り受けた音源を一曲単位でコンテンツ販売する「着うたサイト」のビジネスが急速に規模を拡大することになる。2006年以降、着うたとは別の携帯電話向け音楽配信サービスも開始された。NTTドコモがNapster Japanと提携した音楽コンテンツ定額配信サービスの「うた・ホーダイ」と、auブランドを展開するKDDIおよび沖縄セルラー電話が設立したLISMOである（Napster Japanについては2010年3月に終了済）。

## 音楽ダウンロード配信
音楽ダウンロード配信（おんがくダウンロードはいしん）は、配信ストアから楽曲を1曲単位・アルバム単位で購入し、その楽曲データをダウンロードし、パソコンやiPod、スマホ等のデバイスに保存することができるサービス。
世界的には、音楽ダウンロード配信による売上は2012年がピークで、それ以降は下降しており、代わりに定額制音楽配信が伸びている。日本では、独自の規格である「着うた」「着うたフル」が普及したことにより、2008年に販売数のピークを記録した。
音楽ダウンロード配信として、日本で最もダウンロードされた楽曲は、800万ダウンロードを記録した宇多田ヒカルの「Flavor Of Life」（パソコンによる音楽配信と着うた、着うたフルの累計。ギネス世界記録には、着うたフルで最もダウンロードされた楽曲である、青山テルマfeat.SoulJaの「そばにいるね」が、日本で最もダウンロードされた楽曲として認定されている）。
定額制音楽配信（ストリーミング）の普及により、2023年時点で日本の年間音楽配信売上におけるダウンロード配信のシェアは8.8％まで減少しており、ストリーミングが9割以上を占める状況となった。

## 定額制音楽配信
定額制音楽配信（ていがくせいおんがくはいしん）は、月額で一定の料金を支払うことで自由に好きな楽曲を再生することができるサービス。サブスクリプション型音楽サービス、音楽ストリーミングサービスとも呼ぶ。2008年にサービスを開始したSpotifyが業界最大手。なお、Spotifyはフリーミアムモデルを採用している。
米国では2016年にストリーミングによる売上がダウンロード配信の売上を超え、音楽総売上の34.3％を占めた。その後も急成長が続き、2019年には音楽総売上の80％に到達、CDなどのパッケージ販売やダウンロード配信を圧倒するシェアとなった。ストリーミングサービスのシェア拡大には、スマートフォンの普及が大きく寄与している。
日本国内では2006年にNapster Japanがサービスを開始したが、2010年に終了。その後、2011年にLISMO unlimited（現：KKBOX）が、2012年にMusic Unlimited（2015年に終了）が、2015年にApple Music、LINE MUSIC、AWA、Google Play Music、2016年にSpotifyがサービスを開始した。2019年に日本国内のストリーミングによる売上は465億円を記録し、ダウンロード配信の225億円を大きく上回った。
日本は米国に比べ、音楽市場におけるCDパッケージ売上が占める割合が高いが、ストリーミングサービスの普及により音楽業界のビジネスモデルは徐々に変化し、2018年以降にはあいみょん、Official髭男dismなどストリーミングサービスを起点に注目を集めるアーティストが増加した。
ストリーミングはCDと比較すると、完成した楽曲をパッケージする時間を省けるのがアーティスト側にとってもメリットの一つとされている。

### ストリーミング・サービスの一覧
- Audius[23]
- Bandcamp
- FLO
- Genie Music
- IDAGIO
- Joox
- KakaoMusic
- LiveOne（旧「LiveXLive」）
- Melon
- Mixcloud
- Napster
- Naver VIBE
- Netease Cloud Music
- Pandora
- QQ Music
- SoundCloud
- TIDAL
- VK Music[24]
- Yandex Music[25]

以下はネットラジオ
- AccuRadio
- Audacy
- DI.FM
  - RadioTunes
- iHeartRadio
- Jango Radio
- MyTuner Radio
- Sirius XM
- Stingray Music
- TuneIn Radio

#### 日本対応
特記なきものは音声ストリーミングサービス。
- Amazon Music
  - Amazon Music Prime（旧「Prime Music」）[26]
  - Amazon Music Unlimited[27] - 定額聴き放題プラン
- Apple Music[28]
  - Apple Music Classical[29] - クラシック音楽専門
- auスマートパスプレミアムミュージック（旧「auうたパス 聴き放題プランオンデマンド」）[30] - 定額聴き放題プラン
  - auうたパス 聴き放題プラン Myうたプラス/ベーシック - ラジオ型定額制音楽配信(新規受付終了)
- AWA[31][32]
- Deezer[33]
- KKBOX[34]
- LINE MUSIC[35]
- Qobuz[36]
- Rakuten Music [37]
- Spotify[38][39]
- YouTube Music[40]
  - YouTube - ビデオストリーミング
- dヒッツ powered by レコチョク - ラジオ型定額制音楽配信
- SMART USEN[41][42] - 有料ネットラジオ
- BSCラジオ（旧「Backstage Cafe」）[43] - 無料ネットラジオ
- NAXOS MUSIC LIBRARY - クラシック音楽専門
- STAGE+ [44]- クラシック音楽専門
- Nintendo Music - 任天堂[注 1]の各種ゲーム作品の音楽（サウンドトラック）を聴くことができる。

#### 終了
- 8tracks.com
- ANiUTa[45]
- Aupeo!
- Beats Music - Apple Musicに受け継がれた。
- Beatport
- Blinkbox Music
- Dhingana - Rdioが獲得した。
- Google Play Music - YouTube Musicに受け継がれた[46]。
- Groove Music
- Grooveshark
- Guvera
- iTunes Radio - Apple Musicに統合された。
- J:COMミュージック powered by auうたパス - ラジオ型定額制音楽配信
- Last.fm - ストリーミングサービスを中止した。
- MixRadio
- MOG - Beats Musicに受け継がれ、Apple Musicに受け継がれた。
- mora qualitas[47]
- Music Unlimited - 日本では2012年7月3日開始（日本国外は2010年12月）。ソニーによる提供。2500万曲[48]。2015年3月29日に終了し、後継の Spotify によるプレイステーション ミュージックが41の国と地域で開始した[49][50][51]。
- rara
- Rdio - Pandoraに受け継がれた。
- RecMusic（旧「レコチョクBest」）[52] - TOWER RECORDS MUSICに受け継がれた。
- Rhapsody - Napsterに受け継がれた。
- Simfy
- Slacker Radio - LiveXLiveに受け継がれた。
- Songza - Google Play Musicと合併した。
- Stemstr[53]
- Thumbplay - iHeartRadioが獲得した。
- TikTok Music[54]
- TOWER RECORDS MUSIC[55]
- WiMP - Tidalに受け継がれた。
- Xbox Music - Groove Musicに受け継がれた。
- ひかりTVミュージック

## 配信限定コンテンツ
物理的なCDやDVDなどの形態では販売せず、デジタル配信のみで提供される音楽作品は、音楽産業のデジタル化に伴い、2000年代以降急速に普及した。
日本では、2000年代後半から配信限定シングルが急増した。これは、スマートフォンの普及やストリーミングサービスの台頭と密接に関連している。配信限定シングルは、アーティストにとって新曲を低コストで迅速に発表できる手段となり、ファンにとっても即時に楽曲を入手できる利点がある。
配信限定シングルに比べると数は少ないが、配信限定アルバムも存在する。嵐の『ウラ嵐BEST』のようなベスト・アルバムや企画アルバムが中心である。